# 減速帯

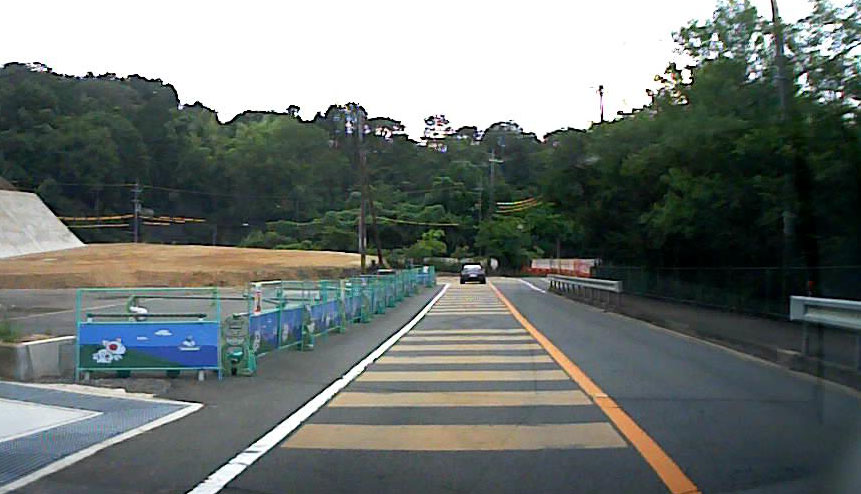
減速帯

減速帯（げんそくたい）は、通行する車両の減速を促すために道路上に起伏あるいは段差を施したもの。交通安全のために施される。
帯状のものが多いが鋲状のものもある。視認しやすくさせるために黄色に塗られることが多い。一般にアスファルトを重ねたり、溝を掘ることによって段差をつける。プラスチックやゴム製品を用いて作られたものもある。
車両がこの上を走行すると騒音や振動が発生することから、車両の減速の効果が期待できる。このため速度が出やすく危険なカーブ付近に設置されることが多い。また学校の通学路や駐車場の出入り口付近にも施されることがある。
減速帯を用いた場合、騒音が増える、振動が精密機器に悪影響を与える、二輪車両にとっては走行に危険を及ぼすなどの短所も報告されている。
イギリスではロンドンなど、市街地の道路に「スピードハンプ（speed hump）」や「スピードバンプ（speed bump）」と呼ばれる隆起が多数設置されている。